# Tetramorium yarthiellum
Tetramorium yarthiellum är en myrart som beskrevs av Bolton 1976. Tetramorium yarthiellum ingår i släktet Tetramorium och familjen myror. Inga underarter finns listade i Catalogue of Life.

## Bildgalleri

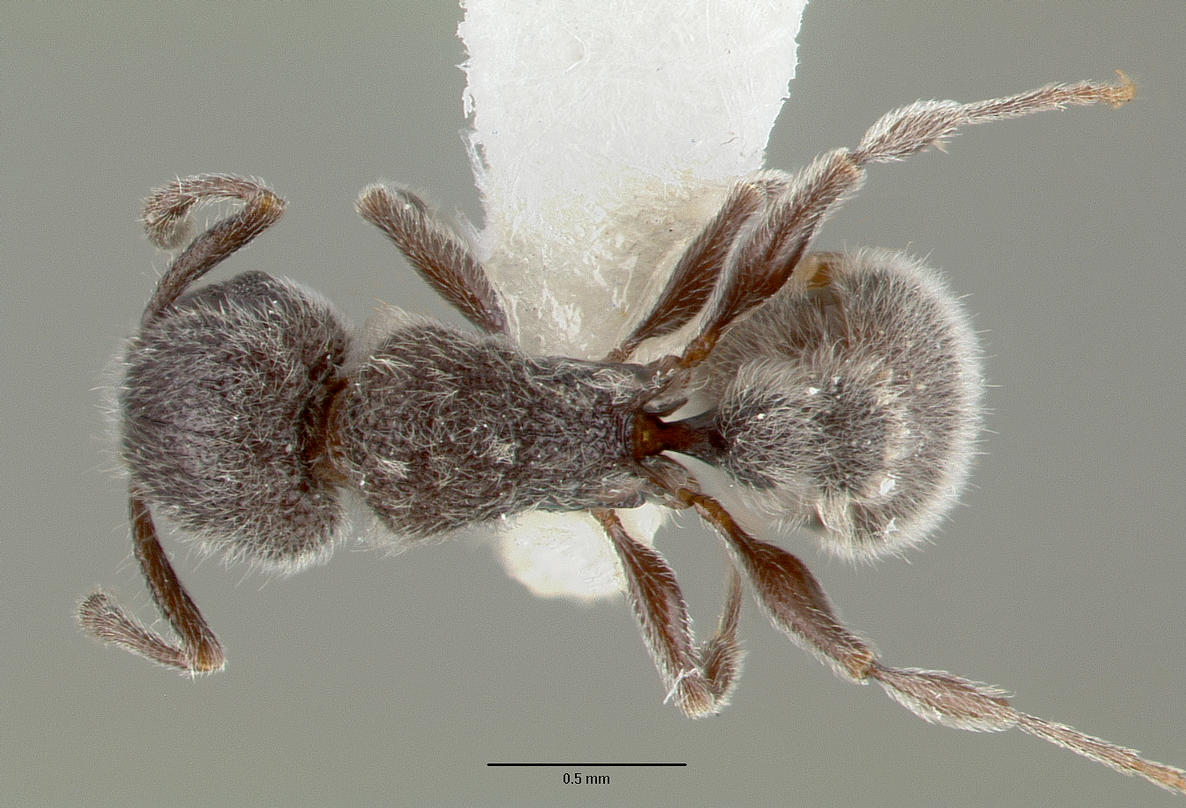
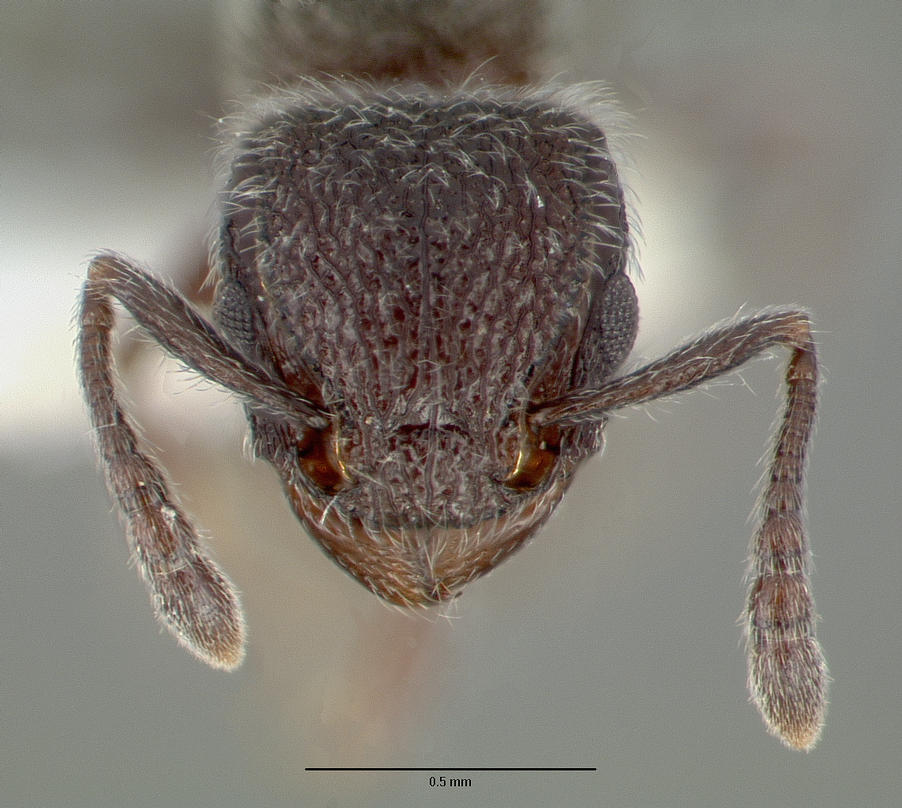
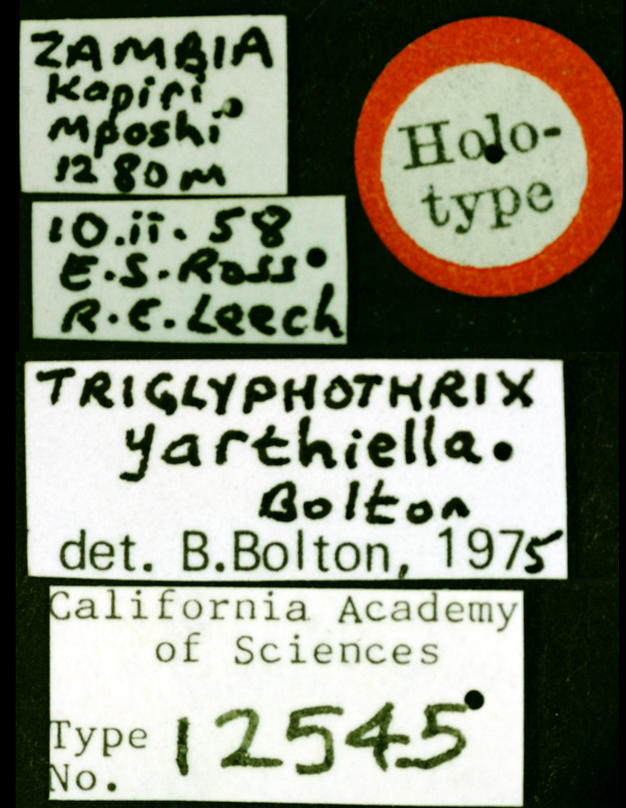
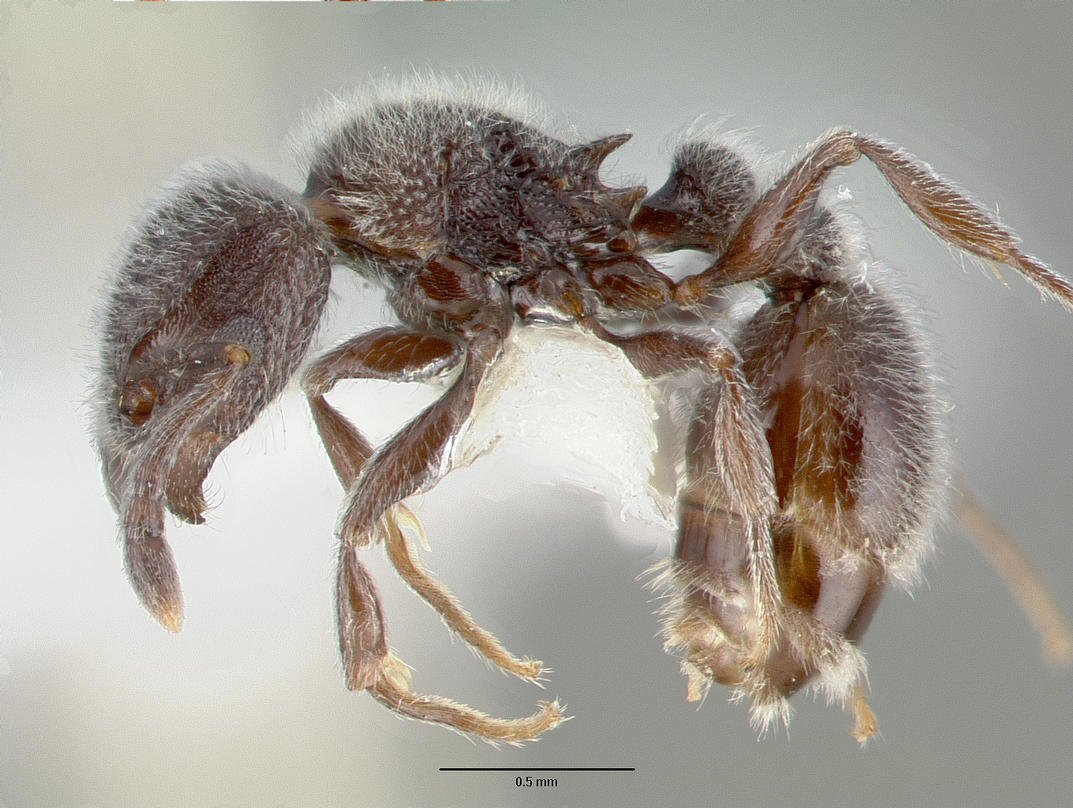